# Rudy Ayala
Alcides Irineo Ayala Laratea más conocido como Rudy Ayala (Montevideo, Uruguay; 1905 - Rafaela, Santa Fe, Argentina; 13 de octubre de 1951), fue un músico y director uruguayo de orquesta de jazz de Argentina.

## Carrera
Su flamante carrera inició como violinsta de la orquesta típica dirigida desde el piano por Ramón Collazo, con quien llegó a la Argentina gracias a que en con motivo del Centenario de la Jura de la Constitución de 1830 viajan a Buenos Aires artistas uruguayos a grabar discos en Nacional Odeón. en la orquesta también figuraban Raúl Bordoni compañero de violín de Ayala, Héctor Gentile y Juan Spera (bandoneones), Héctor Liacci (chelo) y Guillermo Peña (cantor). En esa oportunidad dejaron seis temas para la historia, entre ellos Araca París, el mismo que inmortalizara Carlos Gardel. También tuvo como cantante de su orquesta al actor Juan Carlos Thorry.
En 1934, en el Cine Teatro Paris, trabajo en unos espectáculos radioteatrales que dirigía Claudio Martínez Payva y cuyo elenco encabezaba Fernando Ochoa. Con la voz de Juan Carlos Thorry y jazz de la orquesta de Rudy Ayala y la orquesta tanguera de Juan Canaro y en piano de la mano de Rodolfo Biagi, alternaban las melodías foráneas tipo jazz o bolero o canciones francesas, con las más famosas expresiones tangueras del momento.
En las primeras décadas del siglo XX, en cambio en la calle Corrientes, Bola de Nieve y Rudy Ayala reinaban en el universo de los teatros, mientras que el Tabarís era el escenario de las más fulgurantes estrellas de la noche.
De agradable aspecto de galán deportista, Rudy solía recorrer el mundo para incorporar personas a su orquesta, en Miami, entre millonarios que regalaban cientos de dólares a la orquesta por un par de extras, se formó el arte jazzístico de Ayala. Fue el descubridor de la cantante Lois Blue (Bolognini Míguez). Ya para 1942 se habían contabilizado un total de 55 orquestas de jazz con plena ocupación, entre ellas las de Raúl Sánchez Reynoso, Eduardo Armani, Héctor Lagna Fietta, Marengo, René Cóspito y la de Rudy Ayala. 
Ya para la década del '30 su orquesta fue considerada la única que reproduce fielmente las características de los conjuntos norteamericanos. Pasaron por el cancionistas como las hermanas Violeta Desmond y Lidia Desmond (con quien toco en Radio París) y el humorista y chanssonier Juan Carlos Thorry (integrado en la orquesta en 1932 y trabajando en la confitería Richmond Florida). En Radio hizo un programa de primavera con Harold Mickey. 
Sus geniales interpretaciones en el género del jazz lo llevaron a la pantalla grande argentina en dos películas de la mano de José Agustín Ferreyra: Calles de Buenos Aires (1933), protagonizado por Guillermo Casali y Nelly Ayllón; Y Muchachos de la ciudad (1937) con Florén Delbene y Herminia Franco. En 1936 con la producción de Lautaro Murua trabajo en el film Hasta la vuelta.

## Fallecimiento
El violinista y director de orquesta de jazz Rudy Ayala murió en un accidente automovilístico a la edad de 46 años el sábado 13 de octubre de 1951, en la tanda de clasificación para las 500 Millas de Rafaela del Club Atlético de Rafaela de la categoría Fuerza Libre.

## Filmografía
- 1937: Muchachos de la ciudad.
- 1936: Hasta la vuelta.
- 1933: Calles de Buenos Aires.

## Temas
- Muchachita de Madeline Hyde y Francis Henry.
- Dime adiós pero hazlo sin llorar.
- No pude dormir un instante anoche.[4]
- Acentuando lo Positivo (Ac-Cent-Tchu-Ate the Positive), con Carmen de Córdoba
- Mis Sueños Son Mas Alegres (My Dreams Are Getting Better All The Time), Con Carmen de Córdoba